# Saggi (Bacone)
Saggi (Essays), è un'opera di Francesco Bacone scritta nel corso di diversi anni e pubblicata infine nel 1625.

## Struttura
Inizialmente composta da dieci saggi divennero 38 nel 1612 e infine a 58 nel 1625, esiste una versione latina il cui vero autore risulta sconosciuto anche se si sospetta scritta dallo stesso Bacone.
All'interno vi sono riflessioni che si ritrovano come aforismi, che esprimono il suo pensiero sulla vita politica e morale, dispensando buoni consigli.